# Зубанич Федір Іванович
Зубанич Федір Іванович (нар. 5 березня 1947, смт Великий Березний Закарпатської області — пом. 9 листопада 2004, Київ, похований на батьківщині) — український письменник, публіцист. Член НСПУ (1978). Лауреат Премії Міжнародного фонду ім. Т. Шевченка (1995).

## Біографічні відомості
Закінчив Львівський університет (1971). Працював у редакціях завідувачем відділу літератури газети «Молодь України» (1975–78), відділу культури газети «Правда України» (1978–82), редактором відділу публіцистики (1982–90), відповідальним секретарем (1990–94) журналу «Вітчизна»; головним редактором газети «Культура і життя» (1994), «Колос» (1995–97), «Вісті з України» (1996–97), оглядачем, заступником головного редактора газет «Метро» і «Столиця» (1998—2000), завідувачем відділів журналу «Президент» і газети «Президентський вісник» (2000–02), головним редактором головної редакції висвітлення життя української діаспори за кордоном Національної ТРК України «Всесвітня служба „Укр. телебачення і радіомовлення“» (2003–04; усі — Київ).

## Творчість
У художньо-документальних творах відобразив життя і побут верховинців Закарпаття упродовж 20 століття (нариси «Едельвейси Європи», Уж., 1972; повісті «Довбушеві гори», 1977; «Полонина (лірична сюїта)», 1980; обидві — Київ).
Аби зібрати духовні сили українства, розповів про українців, які за різних обставин покинули батьківщину, оселившись у різних краях СРСР: «Беркут — птах гірський: Докум. повість» (1984), «Легенди про Початок і Край світу: Докум. оповіді» (1987), «Горы, перевитые виноградом: О дружбе Украины с Грузией» (1990; спільно з Р. Чілачавою; усі — Київ), а також, побувавши на всіх континентах світу, де живуть представники укр. діаспори, — про українців Канади («Смереки у кленовому лісі», 1990; «Писанка на кленовому листку», К., 1991), Словаччини («Русин єсмь я…», 1990; «Пониже церкви, під Бескидами», 1995), Арґентини («Колумби із колиб», 1993), Австралії («Позичений континент»), Німеччини («Сага про загублених вигнанців») та Франції («Сповідь про втрачену домівку»; усі — 1997; більшість опубл. у ж. «Вітчизна» та «Дукля»).
У книзі літературних бесід «Діалоги серед літа» (1982) зібрано 18 нарисів про відомих сучасників; у кн.-колажі «Посеред крику біди» (2004; обидві — Київ) — свідчення про укр. «Праведників народів світу». Вів на Укр. телебаченні автор. програму про визначних митців держави, на Укр. радіо — про українців світу; на радіостанції «Свобода» — передачу «Вечори з Федором Зубаничем». За сценаріями Зубанича знято низку художніх та документальних фільмів. Ініціював спорудження першого пам'ятника Т. Шевченкові на Закарпатті — у Великому Березному (1990).
Упорядник збірника документів, архівних матеріалів, листів, доповідей, статей, есе «Чорна книга України» (К., 1998). Окремі твори Зубанича перекладено словацькою, чеською, угорською, німецькою, білоруською, азербайджанською мовами.